# IC 380
IC 380 ist eine Balken-Spiralgalaxie vom Hubble-Typ SBbc im Sternbild Eridanus am Südsternhimmel. Sie ist schätzungsweise 225 Millionen Lichtjahre von der Milchstraße entfernt und hat einen Durchmesser von etwa 45.000 Lj.
Im selben Himmelsareal befinden sich u. a. die Galaxien IC 375, IC 376, IC 377, IC 378.
Entdeckt wurde das Objekt am 13. Oktober 1891 vom französischen Astronomen Stéphane Javelle.